# Prix Laure Bataillon
Der Prix Laure Bataillon ist ein französischer Literaturpreis, der jedes Jahr von der Stadt Saint-Nazaire für das beste übersetzte Werk der Fiktion verliehen wird. Er wird gemeinsam an einen ausländischen Schriftsteller und seinen französischen Übersetzer vergeben und ist mit 10.000 Euro dotiert.

## Geschichte
Der Preis wurde 1986 von den Städten Nantes und Saint-Nazaire ins Leben gerufen. 1990 wurde er nach Laure Guille-Bataillon, einer im gleichen Jahr verstorbenen Übersetzerin aus dem Spanischen, benannt. Seit 2003 wird auch ein Prix Laure-Bataillon classique für die Übersetzung eines klassischen Werkes vergeben.
Seit 2013 wird er nur noch von Saint-Nazaire ausgelobt.

## Gewinner
Ausgezeichnet wurden seit 1986:
| Jahr | Autor                        | Titel                                           | Sprache        | Übersetzer                           | Verlag                        |
| ---- | ---------------------------- | ----------------------------------------------- | -------------- | ------------------------------------ | ----------------------------- |
| 1986 | Hugo Claus                   | Le Chagrin des Belges                           | Niederländisch | Alain Van Crugten                    | Julliard                      |
| 1987 | Giorgio Manganelli           | Amour                                           | Italienisch    | Jean-Baptiste Para                   | Denoël                        |
| 1988 | Juan José Saer               | L’Ancêtre                                       | Spanisch       | Laure Bataillon                      | Flammarion                    |
| 1989 | Hartmut Lange                | Le Récital suivi de La Sonate Waldstein         | Deutsch        | Bernard Kreiss                       | Fayard                        |
| 1990 | Bohumil Hrabal               | Vends maison où je ne veux plus vivre           | Tschechisch    | Claudia Ancelot                      | Laffont                       |
| 1991 | Bo Carpelan                  | Axel                                            | Schwedisch     | C.G. Bjurström et Lucie Albertini    | Gallimard                     |
| 1992 | Josef Hiršal                 | Bohème, bohème                                  | Tschechisch    | Erika Abrams                         | Albin Michel                  |
| 1993 | Gert Jonke                   | L’École du virtuose                             | Deutsch        | Uta Müller, Denis Denjean            | Verdier                       |
| 1994 | John Updike                  | Rabbit en paix                                  | Englisch       | Maurice Rambaud                      | Gallimard                     |
| 1995 | Hans Magnus Enzensberger     | Requiem pour une femme romantique               | Deutsch        | Georges Arès                         | Gallimard                     |
| 1996 | Giuseppe Longo               | L’Acrobate                                      | Italienisch    | Jean und Marie-Noëlle Pastureau      | L’Arpenteur                   |
| 1997 | Bernhard Schlink             | Le Liseur                                       | Deutsch        | Bernard Lortholary                   | Gallimard                     |
| 1998 | Sergio Ramírez               | Le Bal des masques                              | Spanisch       | Claude Fell                          | Rivages                       |
| 1999 | W. G. Sebald                 | Les Émigrants                                   | Deutsch        | Patrick Charbonneau                  | Actes Sud                     |
| 2000 | Mo Yan                       | Le Pays de l’alcool                             | Chinesisch     | Noël et Liliane Dutrait              | Seuil                         |
| 2001 | Erri De Luca                 | Trois chevaux                                   | Italienisch    | Danièle Valin                        | Gallimard                     |
| 2002 | Derek Walcott                | Une autre vie                                   | Englisch       | Claire Malroux                       | Gallimard                     |
| 2003 | Ovid                         | Les Écrits érotiques                            | Lateinisch     | Danièle Robert                       | Actes Sud                     |
| 2004 | Vanghélis Hadziyannidis      | Le Miel des anges                               | Griechisch     | Michel Volkovitch                    | Albin Michel                  |
| 2004 | Thomas Browne                | Pseudodoxia epidemic                            | Englisch       | Bernard Hœpffner                     | José Corti                    |
| 2005 | Gamal Ghitany                | Le Livre des illuminations                      | Arabisch       | Khaled Osman                         | Seuil                         |
| 2005 | Daniil Harms                 | Œuvres en prose et en vers                      | Russisch       | Yvan Mignot                          | Verdier                       |
| 2006 | Russell Banks                | American Darling                                | Englisch       | Pierre Furlan                        | Actes Sud                     |
| 2006 | Giacomo Leopardi             | Zibaldone                                       | Italienisch    | Bertrand Schefer                     | Allia                         |
| 2007 | Cynthia Ozick                | Les Papiers de Puttermesser                     | Englisch       | Agnès Desarthe                       | L’Olivier                     |
| 2007 | Giuseppe Tomasi di Lampedusa | Le Guépard                                      | Italienisch    | Jean-Paul Manganaro                  | Seuil                         |
| 2008 | Vassili Golovanov            | Éloges des voyages insensés                     | Russisch       | Hélène Châtelain                     | Verdier                       |
| 2008 | Lucio Victorio Mansilla      | Une excursion au pays des Ranqueles             | Spanisch       | Odile Begué                          | Bourgois                      |
| 2009 | Dương Thu Hương              | Au zénith                                       | Vietnamesisch  | Phuong Dang Tran                     | Sabine Wespieser              |
| 2009 | Miguel de Cervantes          | Œuvres complètes                                | Spanisch       | Jean-Raymond Fanlo                   | Le Livre de poche             |
| 2010 | Julián Ríos                  | Le Pont de l’Alma                               | Spanisch       | Geneviève Duchêne, Albert Bensoussan | Tristram                      |
| 2010 | Robert Walser                | Au bureau und Petite prose                      | Deutsch        | Marion Graf                          | Zoé                           |
| 2011 | Reinhard Jirgl               | Renégat, roman du temps nerveux                 | Deutsch        | Martine Remon                        | Quidam                        |
| 2011 | Ingeborg Bachmann            | La Trentième Heure                              | Deutsch        | Marie-Simone Rollin                  | Seuil                         |
| 2012 | Péter Esterházy              | Pas question d’art                              | Ungarisch      | Agnès Jarfas                         | Gallimard                     |
| 2012 | Isaac Babel                  | Œuvres complètes                                | Russisch       | Sophie Benech                        | Le Bruit du Temps             |
| 2013 | Christos Chryssopoulos       | Une lampe entre les dents, chronique athénienne | Griechisch     | Anne-Laure Brisac                    | Actes Sud                     |
| 2014 | Nii Ayikwei Parkes           | Notre quelque part                              | Englisch       | Sika Fakambi                         | Zulma                         |
| 2014 | Franz Michael Felder         | Scènes de ma vie                                | Deutsch        | Olivier Le Lay                       | Verdier                       |
| 2015 | Rick Bass                    | Toute la terre qui nous possède                 | Englisch       | Aurélie Tronchet                     | Bourgois                      |
| 2015 | Ken Kesey                    | Et quelquefois j’ai comme une grande idée       | Englisch       | Antoine Cazé                         | Monsieur Toussaint Louverture |
| 2016 | Gabriel Josipovici           | Infini : L’histoire d’un moment                 | Englisch       | Bernard Hœpffner                     | Quidam                        |
| 2016 | Bruno Schulz                 | Récits du treizième mois                        | Polnisch       | Alain Van Crugten                    | L’Âge d’homme                 |
| 2017 | José Carlos Llop             | Soltice                                         | Spanisch       | Edmond Raillard                      | Éditions Jacqueline Chambon   |
| 2017 | Ovid                         | Les métamorphoses d’Ovide                       | Lateinisch     | Marie Cosnay                         | Éditions de l’Ogre            |
| 2018 | Alan Moore                   | Jerusalem                                       | Englisch       | Christophe Claro                     | Éditions Inculte              |
| 2018 | Laurence Sterne              | Voyage sentimental                              | Englisch       | Guy Jouvet                           | Tristram                      |
| 2019 | Olga Tokarczuk               | Les Livres de Jakob                             | Polnisch       | Maryla Laurent                       | Éditions Noir sur Blanc       |
| 2021 | Miquel de Palol              | Testament d’Alceste                             | Katalanisch    | François-Michel Durazzo              | Éditions Noir sur Blanc       |
| 2021 | Gonçalo M. Tavares           | Le quartier, les messieurs                      | Portugiesisch  | Dominique Nédellec                   | Viviane Hamy                  |
| 2022 | Josef Winkler                | L’Ukrainienne                                   | Deutsch        | Bernard Banoun                       | Verdier                       |
| 2023 | László Krasznahorkai         | Le Baron Wenckheim est de retour                | Ungarisch      | Joëlle Dufeuilly                     | Éditions Cambourakis          |
| 2024 | Isabela Figueiredo           | La Grosse                                       | Portugiesisch  | João Viegas                          | Chandeigne                    |